# Karel Kvasnička
Karel Kvasnička (wym. [ˈkarɛl ˈkfasnɪt͡ʃka]; ur. 2 maja 1976 w Pradze) – czeski siatkarz, występujący na pozycji przyjmującego. Od 2006 roku był siatkarzem Asseco Resovii, po sezonie 2007/2008, klub nie przedłużył z nim kontraktu. Wcześniej występował w hiszpańskim klubie Besia. Od 2008 roku występuje w J.W. Construction AZS Politechnika Warszawska.
W reprezentacji Czech największy sukces Kvasnički to 4. miejsce w Lidze Światowej 2003.

## Kluby

### Kariera zawodnicza
- 1998–2002 -  Jihostroj Czeskie Budziejowice
- 2002–2003 -  Olympiada Patras
- 2004–2006 -  Grand Canaria Teneryfa
- 2006–2008 -  Asseco Resovia Rzeszów
- 2008–2009 -  AZS Politechnika Warszawska
- 2009–2011 -  VK Karbo Benátky nad Jizerou
- 2011–2015 -  VC Strassen

### Kariera trenerska
- 2015–     -  VC Strassen – grający trener